# Grand Prix d'Isbergues 1990
Il Grand Prix d'Isbergues 1990, quarantaquattresima edizione della corsa, si svolse il 16 settembre 1990 su un percorso di 220 km, con partenza e arrivo a Isbergues. Fu vinto dal francese Frédéric Moncassin della Castorama davanti al belga Johan Museeuw e all'olandese Nico Verhoeven.

## Ordine d'arrivo (Top 10)
| Pos. | Corridore          | Squadra              | Tempo    |
| ---- | ------------------ | -------------------- | -------- |
| 1    | Frédéric Moncassin | Castorama            | 5h13'12" |
| 2    | Johan Museeuw      | Lotto-Superclub      |          |
| 3    | Nico Verhoeven     | PDM-Ultima-Concorde  |          |
| 4    | Josef Lieckens     | Panasonic-Sportlife  |          |
| 5    | Laurent Jalabert   | Toshiba-SMS          |          |
| 6    | Dominique Arnould  | Castorama            |          |
| 7    | Hendrik Redant     | Lotto-Super Club-MBK |          |
| 8    | Lars Michaelsen    |                      |          |
| 9    | Eric Pichon        | Castorama            |          |
| 10   | Bjarne Riis        | Castorama            |          |